# The Great War
The Great War är ett album av det svenska heavy metal-bandet Sabaton som släpptes den 19 juli 2019. Det är deras första studioalbum med gitarristen Tommy Johansson. Liksom många av Sabatons album är The Great War ett konceptalbum, den här gången om Första världskriget, ofta benämnt som "The Great War" i engelsk media.
Albumet släpptes i fyra olika utgåvor: en standardupplaga, en historieupplaga med inledande historia bakom varje låt, en soundtrackupplaga med instrumentala orkesterversioner av låtarna, samt en exklusiv upplaga med utförlig historia av Indy Neidell, som även medverkar i Sabatons YouTube-serie "The Great War Channel".

## Låtlista
| Nr           | Titel                              | Tema                                            | Längd |
| ------------ | ---------------------------------- | ----------------------------------------------- | ----- |
| 1.           | The Future of Warfare              | Stridsvagnar i Slaget vid Somme                 | 3:26  |
| 2.           | Seven Pillars of Wisdom            | T. E. Lawrence                                  | 3:02  |
| 3.           | 82nd All the Way                   | Alvin York                                      | 3:31  |
| 4.           | The Attack of the Dead Men         | Slaget vid Fort Osowiec                         | 3:56  |
| 5.           | Devil Dogs                         | USA:s flotta i Slaget vid Belleau Wood          | 3:17  |
| 6.           | The Red Baron                      | Manfred von Richthofen                          | 3:22  |
| 7.           | Great War                          | Slaget vid Passendale under Första världskriget | 4:28  |
| 8.           | A Ghost in the Trenches            | Francis Pegahmagabow                            | 3:26  |
| 9.           | Fields of Verdun                   | Slaget vid Verdun                               | 3:17  |
| 10.          | The End of the War to End All Wars | Första världskrigets följder                    | 4:45  |
| 11.          | In Flanders Fields                 | En text av John McCrae                          | 1:57  |
| Total längd: | Total längd:                       | Total längd:                                    | 38:27 |

## Medverkande
Bandmedlemmar
- Joakim Brodén - sång, keyboard
- Chris Rörland - gitarr, sång
- Tommy Johansson - gitarr, sång
- Pär Sundström - bas, sång
- Hannes Van Dahl - trummor, sång

Övriga medlemmar
- Thobbe Englund - gitarrsolo på "Fields of Verdun"
- Antti Martikainen - orkesterarrangemang på "Fields of Verdun", samt på The Great War (Soundtrack Edition)
- Floor Jansen - sång
- Bethan Dixon Bate - berättarröst på The Great War (History Edition)
- Indy Neidell - berättarröst på The Great War (History Channel Edition)

Produktion
- Jonas Kjellgren - producent, ljudtekniker, mixning
- Maor Appelbaum - mastering